# Virtual Age
Virtual Age é uma empresa brasileira de software, com sede na cidade de Cianorte, Paraná.

## História
Fundada em 1986, sua principal característica é a inovação, sendo pioneira na criação de um software 100% WEB para o segmento têxtil e também a primeira empresa brasileira a utilizar o código de barras na indústria de confecção e, mais recentemente, o RFID (Radio-Frequency-Identification).
Em maio de 2014 foi adquirida pela Totvs, reforçando a estratégia de especialização no setor de moda, têxtil e vestuário desta.  

## Produtos
A Virtual Age desenvolve, fabrica e licencia  softwares/sistemas de computador no modelo Saas para a indústria de confecção, indústria têxtil, gestão de franquias e para lojas de varejo.